# Thomas Meehan (forgatókönyvíró)
Thomas Meehan (Ossining, New York, 1929. augusztus 14. – New York, Manhattan, 2017. augusztus 21.) Primetime Emmy-díjas amerikai forgatókönyvíró.

## Filmjei
- That Was the Week That Was (1964, tv-sorozat, egy epizód)
- Annie, the Women in the Life of a Man (1970, tv-műsor)
- Annie and the Hoods (1974, tv-műsor)
- When Things Were Rotten (1975, tv-sorozat, egy epizód)
- That Was the Year That Was - 1976 (1976, tv-film)
- The 'Annie' Christmas Show (1977, tv-film)
- Annie (1982)
- Lenni vagy nem lenni (To Be or Not to Be) (1983)
- Varázslatos karácsony (One Magic Christmas) (1985)
- Űrgolyhók (Spaceballs) (1987)
- The 45th Annual Tony Awards (1991, tv-műsor)
- A Child's Garden of Verses (1992, tv-film)
- The 49th Annual Tony Awards (1995, tv-műsor)
- Annie királyi kalandjai (Annie: A Royal Adventure!) (1995, tv-film)
- The 50th Annual Tony Awards (1996, tv-műsor)
- The 51st Annual Tony Awards (1997, tv-műsor)
- The 52nd Annual Tony Awards (1998, tv-műsor)
- The 53rd Annual Tony Awards (1999, tv-műsor)
- The Wonderful World of Disney (1999, tv-sorozat, egy epizód)
- The 54th Annual Tony Awards (2000, tv-műsor)
- The 55th Annual Tony Awards (2001, tv-műsor)
- Great Performances (2001, tv-sorozat, egy epizód)
- Producerek (The Producers) (2005)
- 1984 (2006, tv-film)
- Hajlakk (Hairspray) (2007)
- Spaceballs: The Animated Series (2008–2009, tv-sorozat, 15 epizódban alkotó, két epizódban forgatókönyvíró)
- Annie (2014)
- Elf: Buddy's Musical Christmas (2014, tv-film)
- Hairspray Live! (2016, tv-film)

## Magyarul megjelent műve
- Annie; ford. Borbás Mária; Cartaphilus, Bp., 2014

## További információ
- Thomas Meehan a PORT.hu-n (magyarul)
- Thomas Meehan az Internet Movie Database-ben (angolul)
- Thomas Meehan a Rotten Tomatoeson (angolul)